# Carl Gustaf Strandberg
Carl Gustaf Strandberg, född 5 maj 1825 i Stigtomta i Södermanland, död 8 februari 1874 i Stockholm, var en svensk jurist och författare som var ledamot av Svenska Akademien från 1869 på stol 12.
Strandberg avlade 1842 studentexamen i Uppsala, 1844 kameralexamen och 1846 examen för inträde i rättegångsverken. Han blev 1855 assessor i Svea hovrätt, förordnades 
1860 till revisionssekreterare samt utnämndes 1863 till byråchef för beredning av lagärenden i Justitiedepartementet, 1867 till expeditionschef och 1868 till justitieråd. 
Efter att några år ha varit sekreterare i kommittén för utarbetande av ny konkurslag tjänstgjorde Strandberg som sekreterare 1859–1860 och 1862–1863 i riksdagens lagutskott och 1865 i den kommitté, som hade i uppgift att avge betänkande om revision av föreningsakten mellan Sverige och Norge. 
Strandberg var även en framstående vitterhetsidkare och tävlade flera gånger med framgång om Svenska akademiens pris. År 1849 fick han andra priset för Efterbildningar af Horatius, 1853 hedersaccessit för en minnesruna över Esaias Tegnér, 1854 mindre priset för en dikt över Birger jarl och 1855 andra priset för Sång i anledning af Berzelii minnesstod. Hans Efterbildningar från Anakreon (1861) infördes i Svenska akademiens handlingar. Strandbergs Samlade vitterhetsarbeten gavs ut av Nils Fredrik Sander 1874. 
Som jurist publicerade Strandberg en upplaga av Sveriges grundlagar 1866. 1869 efterträdde han Bernhard von Beskow i Svenska akademien och 1872 valdes han till dess sekreterare. 
Han var far till författaren Hilma Angered-Strandberg, kontraktsprosten Carl Strandberg och hovrättsrådet Axel Strandberg, morfar till professorn och forskningsresanden Gustaf Bolinder, farfar till justitierådet Tore Strandberg och farfars far till kyrkorättsexperten Carl Strandberg.
Carl Gustaf Strandberg är begravd på Norra begravningsplatsen utanför Stockholm.